# Królewskie Saudyjskie Siły Powietrzne
Królewskie Saudyjskie Siły Powietrzne (arab. القوات الجوية الملكية السعودية; trb. al-quwwāt al-ğawwiyyah al-malakiyyah as-suʿūdiyyah) – wojska lotnicze Królestwa Arabii Saudyjskiej, najliczniejsze na Bliskim Wschodzie na równi z Siłami Powietrznymi Izraela, posiadają ponad 500 statków powietrznych. Głównym konfliktem, w którym brały udział, była Wojna domowa w Jemenie.

## Historia
W 1971 roku w ramach programu Peace Hawk obok 30 posiadanych F-5E, zamówiono 20 sztuk dwumiejscowych F-5B. Dostawy samoloty rozpoczęto w 1974 roku i po kilku latach 4 z nich przekazano Jemenowi.
Do lat 80. podstawowymi saudyjskimi myśliwcami były brytyjskie English Electric Lightning (5 F.52 i 2 T.54 dostarczone w 1967, 35 F.53 i 6 T.55 dostarczone w latach 1968-1969) oraz amerykańskie Northrop F-5 Tiger II (20 F-5B, 74 F-5E, 25 F-5F, 10 RF-5E z lat 1972-1979). Arabia Saudyjska otoczona przez posiadających zdecydowaną przewagę w uzbrojeniu oraz potencjale ludzkim Egipt, Izrael, Irak i Iran nie była w stanie obronić swojego rozległego terytorium i największych na świecie rezerw ropy nafowej przed ewentualną agresją. Nowa koncepcja strategicznej współpracy z USA, uzgodniona przez późniejszego króla – księcia Fahda: bezpieczeństwo za ropę, zakładała ciągłość dostaw i stabilność cen surowca w zamian za zaopatrywanie Arabii Saudyjskiej w nowoczesne uzbrojenie i wszelką pomoc, gdyby monarchia była zagrożona. Efektem tej współpracy był program Peace Sun w ramach którego Królestwo kupiło za 2,85 mld USD 62 myśliwce McDonnell Douglas F-15 Eagle (47 C i 15 D), które dostarczono w latach 1981-1983, a wraz z nimi 1000 pocisków AIM-7F Sparrow. Umowę usiłował zablokować Izrael, który od 1977 wykorzystywał już F-15A/B, w ramach kompromisu 2 samoloty zatrzymano w USA, a na terenie kraju mogło bazować do 60 F-15 (limit zniesiono w 1990), samoloty miały służyć wyłącznie do obrony przestrzeni powietrznej (broń defensywna).

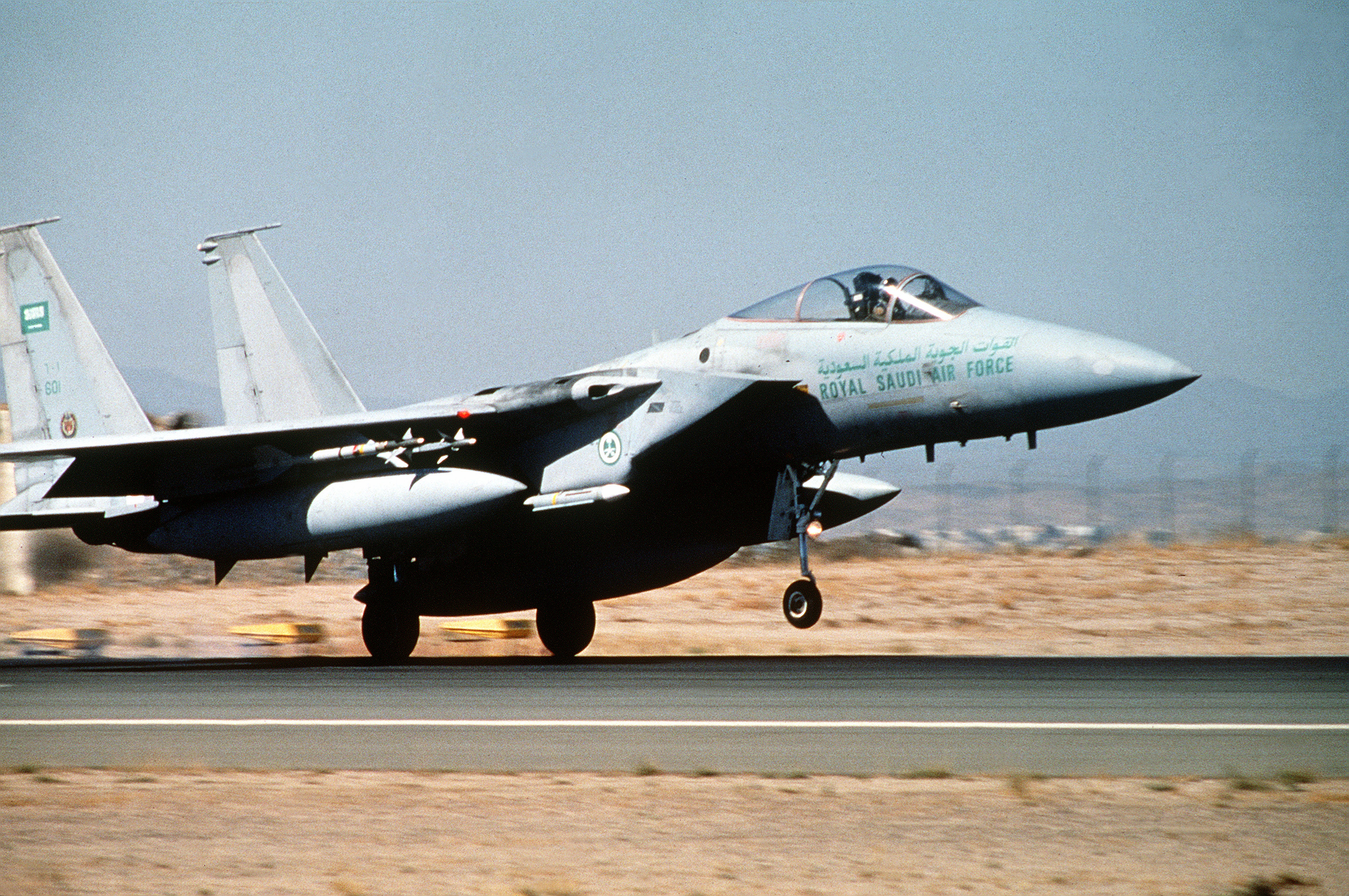
Saudyjski F-15C w 1992

F-15, które zastąpiły w roli myśliwców przechwytujących przestarzałe Lightningi, miały równoważyć dysproporcje sił przeciwko uzbrojonym w setki amerykańskich samolotów lotnictwu Iranu IIAF (IRIAF po obaleniu proamerykańskiego szacha w 1979) oraz wyposażane z pomocą Francji i ZSRR irackim IQAF. W 1980 roku iracka inwazja na Iran rozpoczęła gigantyczne zbrojenia kraju rządzonego przez Husseina, a Arabię Saudyjską zmusiła do poszukiwania broni ofensywnej, która mogłaby ją zabezpieczyć przed podobnym scenariuszem. Na zaopatrzenie w nowoczesne samoloty szturmowe w 1985 roku zgodziła się Wielka Brytania, która w latach 1986-1991 dostarczyła 48 szturmowych Panavia Tornado IDS (28 GR1, 6 rozpoznawczych GR1A, 14 treningowych z podwójnym sterem), a w latach 1989–1990 24 przechwytujące Tornado ADV. Umowa ich zakupu o wartości 7 mld GBP nazwano Al Yamamah, zawierała także uzbrojenie: bomby JP233, pociski Sea Eagle, ALARM i Skyflash (dla wersji ADV) oraz po 30 BAe Hawk i Pilatus PC-9.
W 1984 roku saudyjskie F-15C zestrzeliły parę irańskich F-4E Phantom (oba typy produkcji McDonnell Douglas), możliwe że byli to uciekinierzy, a jeden z samolotów schronił się w Iraku. W odpowiedzi na zajęcie przez Irak Kuwejtu w 1990 roku USA przekazały Arabii Saudyjskiej 20 F-15C i 4 F-15D z zapasów USAF, w czasie I wojny w Zatoce Perskiej piętnastki z obu krajów wykonywały wspólne patrole, w czasie jednej potyczki saudyjski F-15C zestrzelił dwa irackie Dassault Mirage F1. Arabia Saudyjska poniosła większość kosztów Operacji Desert Storm, która doprowadziła do odbicia Kuwejtu. Do 1992 Stany Zjednoczone dostarczyły jeszcze 9 F-15C i 3 F-15D (zamówione w 1987 za 500 mln USD). W 1992 USA zgodziły się na sprzedaż w ramach programu Peace Sun IX za 9 mld USD 72 wielozadaniowych samolotów szturmowych F-15E Strike Eagle (częściowo zubożałych, oznaczonych F-15S). Maszyny dostarczono między 1995 i 1999. McDonnell Douglas uzyskał zgodę na eksport szturmowych F-15 dla Saudów przy trzecim podejściu, w 1992 fiaskiem zakończył się wniosek do Kongresu dotyczący zgody na 24 jednomiejscowe F-15F. W ramach kontraktu Al Yamamah II między 1996 i 1998 dokupiono też 48 Tornado IDS oraz 20 Hawków i 20 PC-9, wartość umowy wyniosła 17 mld GBP.

## Obecnie
W 2006 roku podpisano długoletni kontrakt utrzymania saudyjskiej floty powietrznej pod nazwą Tornado Sustainment Programme. Samoloty Tornado IDS otrzymały w 2015 roku możliwość przenoszenia pocisków kierowanych Brimstone. Zamontowano nowe elementy awioniki, a także rozszerzono możliwości przenoszenia uzbrojenia precyzyjnego.
W 2006 Królestwo podpisało z Wielką Brytanią kontrakt Al Salam na dostawę 72 samolotów Eurofighter Typhoon, wartość samych samolotów wyniesie 4,4 mld GBP, a razem z uzbrojeniem i serwisem nawet 10 mld GBP. Na kontraktach z Arabią Saudyjską British Aerospace i BAE Systems zarobiło do 2006 43 mld GBP. Pod koniec 2011 roku podpisano z USA największy w historii kontrakt na dostawę 84 nowych F-15SA (ulepszone F-15E) oraz modernizację 70 F-15S do tegoż standardu, jego wartość dochodzi do 29,4 mld USD, a pierwsze samoloty miały być dostarczone w 2015.
W 2012 podpisano z BAE Systems umowę o sprzedaży 22 odrzutowców szkolenia zaawansowanego BAE Hawk AJT wraz z 55 turbośmigłowymi Pilatus PC-21 (BAE występowało jako pośrednik Pilatusa także podczas poprzednich transakcji) i pakietem logistycznym o wartości 1,6 mld GBP. PC-21 mają być dostarczane od 2014, a nowe Hawki od 2016 roku.
Większość saudyjskiego uzbrojenia jest kupowana w USA i Europie za rekordową na rynku zbrojeń wartość. Przy okazji kolejnych kontraktów wojskowych z Arabią Saudyjską politycy podnoszą kwestie łamania praw człowieka przez ten kraj.

## Organizacja

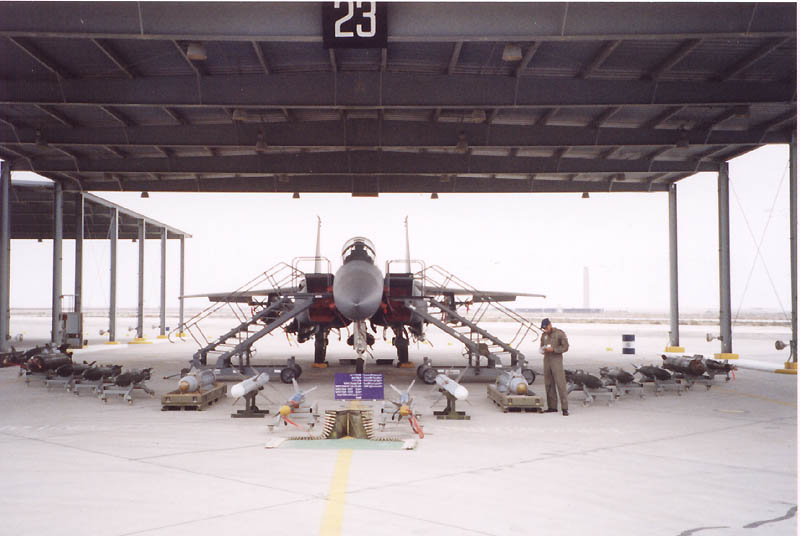
F-15S

Bazy 
- 1 Skrzydło RSAF w Hafar al-Batin
- 2 Skrzydło RSAF w Taif
- 3 Skrzydło RSAF w Dhahran
- 4 Skrzydło RSAF w Rijad
- 5 Skrzydło RSAF w Chamis Muszajt
- 6 Skrzydło RSAF w Al-Chardż
- 7 Skrzydło RSAF w Tabuk
- 8 Skrzydło RSAF w Dżudda
- 11 Skrzydło RSAF w Dhahran

### Wojska obrony powietrznej

Flaga RSAD

Od 1970 w ramach sił zbrojnych działają niezależnie od wojsk lądowych, jako czwarty rodzaj sił zbrojny wojska obrony powietrznej (ang. Royal Saudi Air Defens, RSAD), wykorzystują one amerykańskie systemy zakupione w latach 80. i 90.
Systemy radarowe:
- 17 Lockheed Martin AN/FPS-117
- 6 Northrop Grumman AN/TPS-43

Systemy przeciwlotnicze:
- Raytheon MIM-23B Improved HAWK (16 baterii, około 1000 pocisków)
- Raytheon MIM-104 Patriot PAC-2 (21 baterii, około 1000 pocisków)

## Wyposażenie

### Obecne
| Samolot                                         | Producent           | Typ                                             | Wersja                          | Liczba sztuk        | Uwagi |                     |
| Samoloty myśliwskie                             | Samoloty myśliwskie | Samoloty myśliwskie                             | Samoloty myśliwskie             | Samoloty myśliwskie | Samoloty myśliwskie | Samoloty myśliwskie |
| ----------------------------------------------- | ------------------- | ----------------------------------------------- | ------------------------------- | ------------------- | --- | ------------------- |
| Eurofighter Typhoon                             | Wielka Brytania     | Myśliwiec wielozadaniowy                        | FGR4 T3                         | 47 24               | Łącznie zamówiono 72 sztuki, ich dostawcą jest BAE Systems Warton i pierwotnie miały być przeznaczone dla RAF. Dostarczono 48 samoloty w wersji Block 8, pozostałe 24 z serii Tranche 3. 1 utracono w 2017 w Jemenie. |                     |
| Panavia Tornado                                 | Wielka Brytania     | Samolot myśliwsko-bombowy                       | IDS                             | 81                  | Jeden utracono w 2018 w Jemenie. |                     |
| McDonnell Douglas F-15 Eagle                    | Stany Zjednoczone   | Myśliwiec przechwytujący                        | F-15C F-15D                     | 65 18               | |                     |
| McDonnell Douglas F-15E Strike Eagle            | Stany Zjednoczone   | Myśliwiec szturmowy                             | F-15S F-15SA                    | 67 28               | F-15S to wersja F-15E Strike Eagle. Zamówiono 84 F-15SA, F-15S zostaną zmodernizowane. Po jednym F-15S utracono w 2015 i 2018 roku w Jemenie.                                                                         |                     |
| Northrop F-5 Tiger II                           | Stany Zjednoczone   | Lekki myśliwiec                                 | F-5F                            | 37                  | Do celów treningowych. |                     |
|                                                 |                     |                                                 |                                 | 367                 | |                     |
| Specjalnego przeznaczenia i Powietrzne tankowce |                     |                                                 |                                 |                     | |                     |
| Boeing E-3 Sentry                               | Stany Zjednoczone   | AWACSSIGINT/ELINT                               | E-3ARE-3A                       | 53                  | Program Peace Sentinel, za 2,4 mld USD zakupiono 5 E-3A i 8 KE-3A.W 2004 3 KE-3A przebudowano na samoloty rozpoznania elektronicznego RE-3A/B.                                                                        |                     |
| Airbus A330 MRTT                                | Francja             | transportowy/tankowiec                          |                                 | 6                   | |                     |
| Beechcraft King Air                             | Stany Zjednoczone   | rozpoznawczy                                    | 350                             | 2                   | |                     |
|                                                 |                     |                                                 |                                 | 16                  | |                     |
| Samoloty transportowe                           |                     |                                                 |                                 |                     | |                     |
| Boeing 757                                      | Stany Zjednoczone   | MEDEVAC                                         |                                 | 1                   | |                     |
| Learjet 35                                      | Stany Zjednoczone   | MEDEVAC                                         |                                 | 2                   | |                     |
| Gulfstream III                                  | Stany Zjednoczone   | transportowy                                    |                                 | 2                   | |                     |
| Gulfstream V                                    | Stany Zjednoczone   | MEDEVAC                                         |                                 | 2                   | |                     |
| CASA CN-235                                     | Hiszpania           | transportowy                                    |                                 | 4                   | 2 dla VIP. |                     |
| Lockheed C-130 Hercules                         | Stany Zjednoczone   | transportowytransportowy/tankowiectransport VIP | C-130H L-100- 30KC- 130HVC-130H | 30 675              | |                     |
|                                                 |                     |                                                 |                                 | 59                  | |                     |
| Samoloty szkolno-treningowe                     |                     |                                                 |                                 |                     | |                     |
| Reims Cessna F172                               | Francja             | szkolenie wstępne                               | G/H/M                           | 16                  | |                     |
| Super Mushshak                                  | Pakistan            | szkolenie podstawowe                            | MFI-395                         | 20                  | |                     |
| Pilatus PC-9                                    | Szwajcaria          | szkolenie podstawowe                            |                                 | 47                  | Zastępowane. |                     |
| Pilatus PC-21                                   | Szwajcaria          | szkolenie podstawowe                            |                                 | 18                  | Zamówiono 55 PC-21. Dostawy do 2014. |                     |
| BAE Hawk                                        | Wielka Brytania     | szkolenie zaawansowane                          | Mk.65 Mk.65A                    | 29                  | 6 sztuk w zespole akrobacyjnym Saudi Hawks. Zamówiono 22 Hawk 165. |                     |
| British Aerospace Jetstream 31                  | Wielka Brytania     | szkolno-treningowy                              |                                 | 2                   | Szkolenie nawigatorów Tornado IDS. |                     |
|                                                 |                     |                                                 |                                 | 114                 | |                     |
| Śmigłowce                                       |                     |                                                 |                                 |                     | |                     |
| Agusta-Bell AB212                               | Włochy              | Śmigłowiec użytkowy                             |                                 | 27                  | |                     |
| Bell 205                                        | Stany Zjednoczone   | Śmigłowiec użytkowy                             |                                 | 24                  | |                     |
| Bell 412                                        | Stany Zjednoczone   | Śmigłowiec użytkowy                             | 412EP                           | 2                   | |                     |
|                                                 |                     |                                                 |                                 | 53                  | |                     |

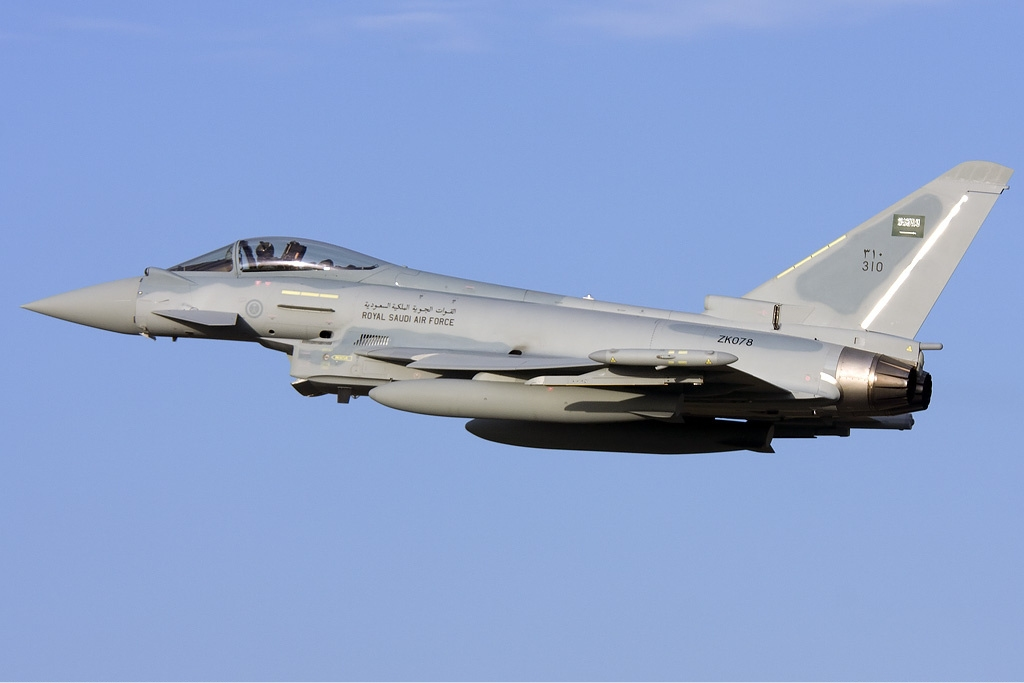
Eurofighter Typhoon

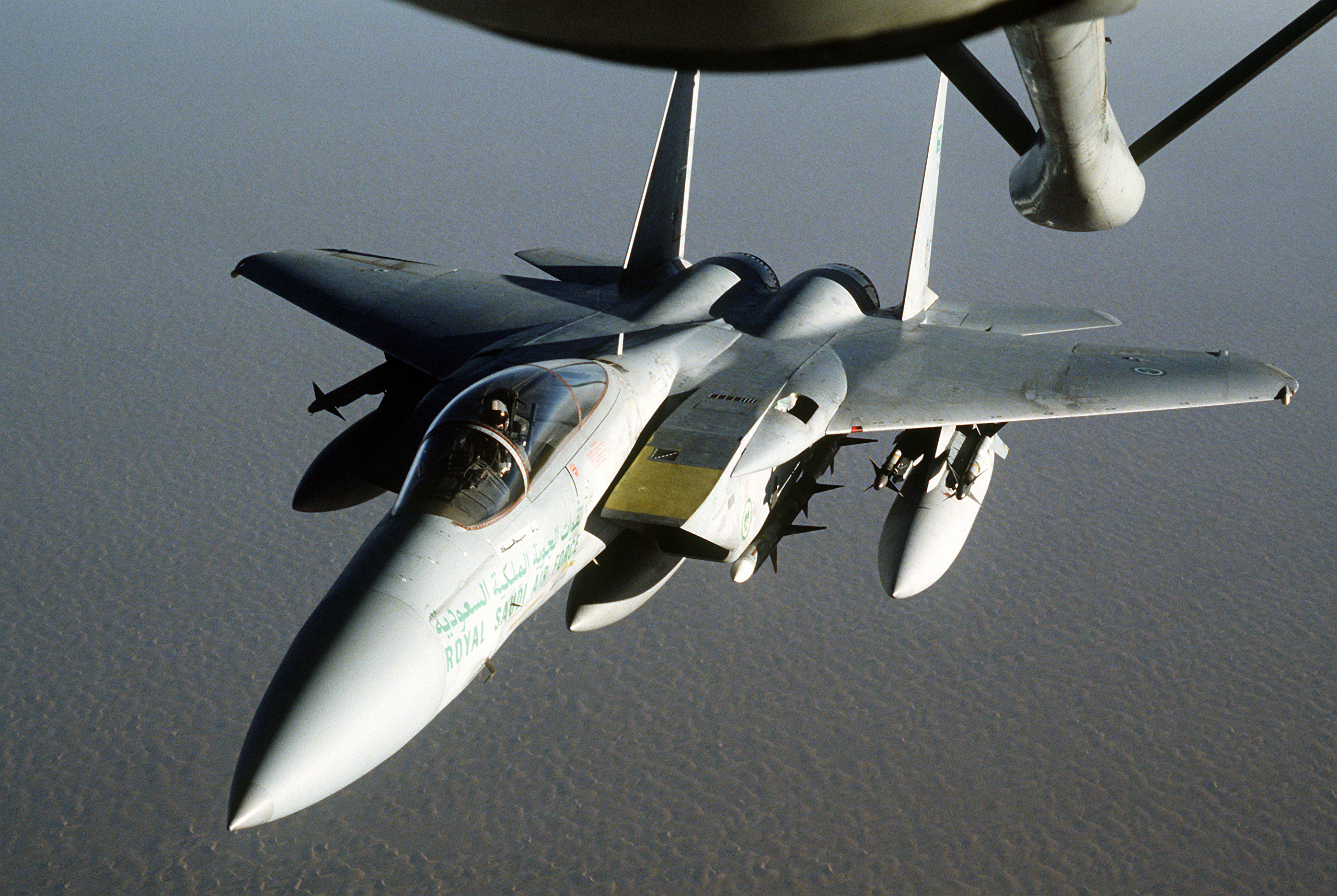
F-15C

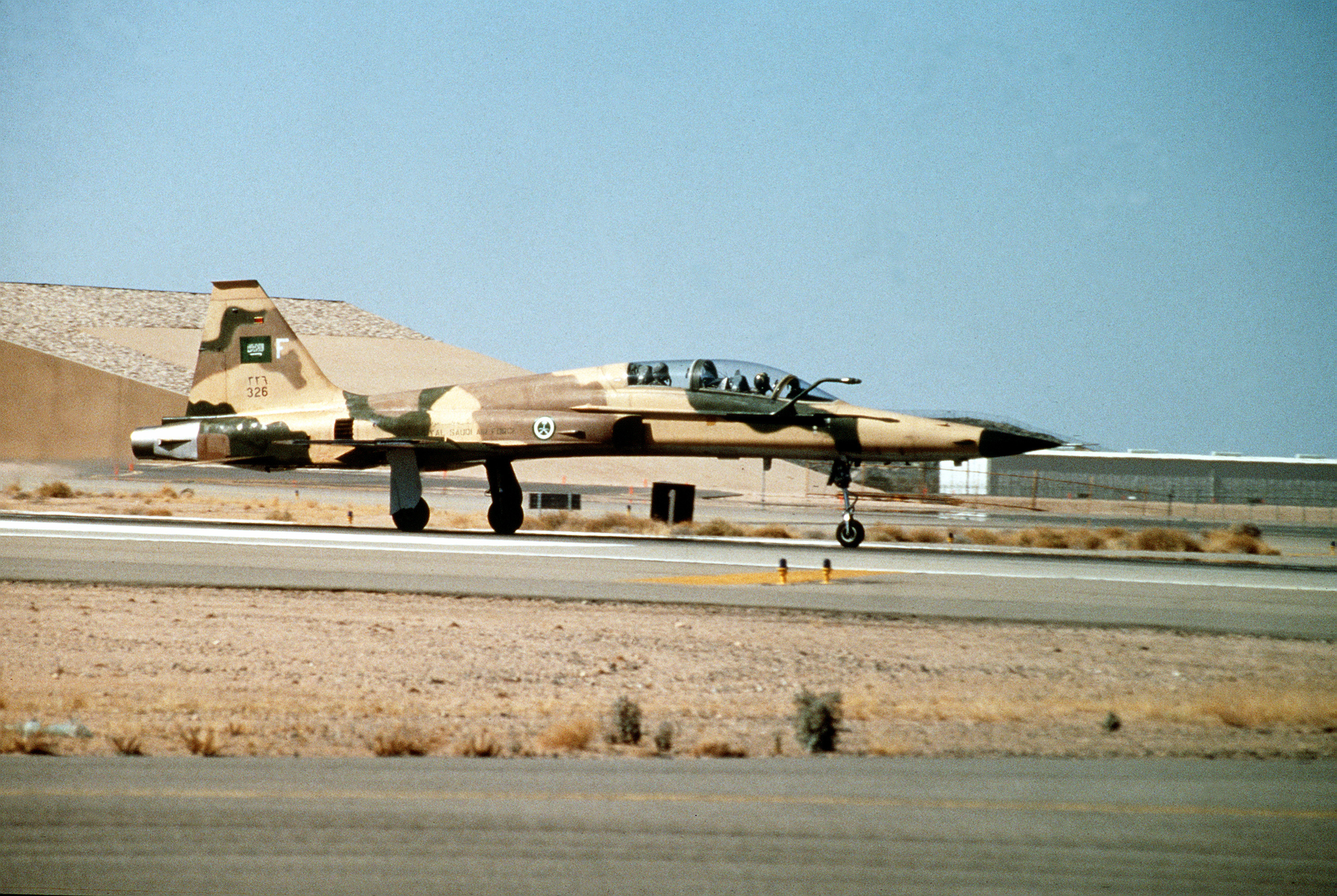
F-5F

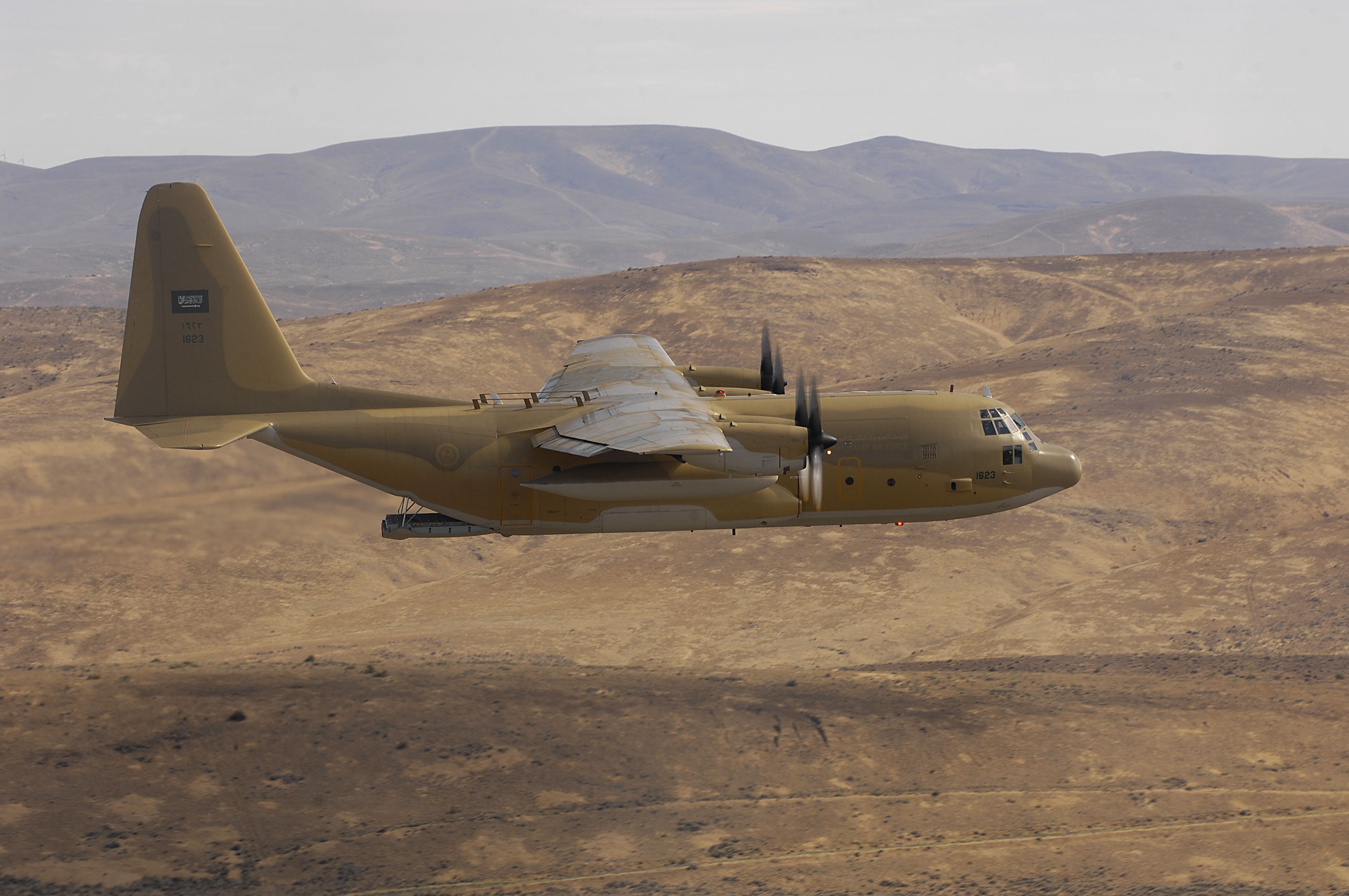
C-130

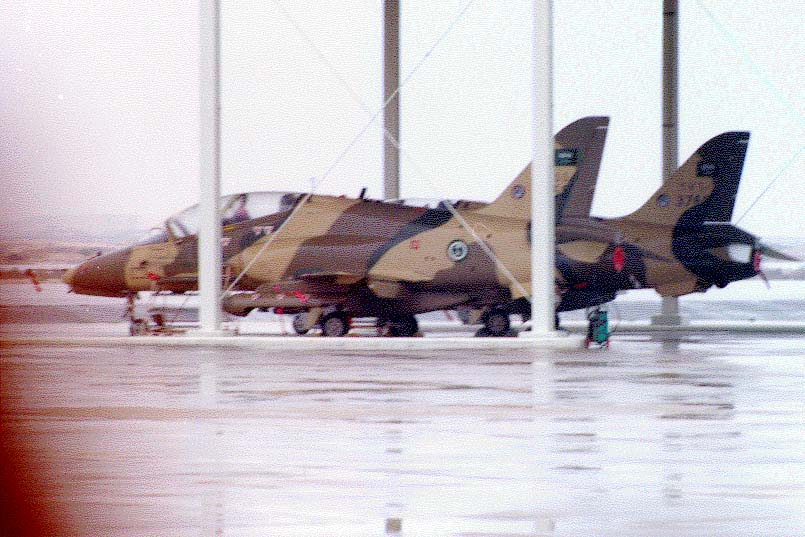
BAE Hawk

Do transportu rodziny królewskiej wykorzystywana jest flota kilkunastu luksusowych odrzutowców i śmigłowców m.in. Airbus A340, Boeing 737, Boeing 747, latających w barwach linii Saudi Arabian Airlines (Royal Flight).
Wojska lądowe i marynarka wykorzystują śmigłowce AH-64 Apache, UH-60 Blackhawk, Eurocopter Dauphin, Eurocopter Super Puma, także Ministerstwo spraw wewnętrznych posiada własne UH-60, czy Kawasaki-Vertol 107. 

### Historyczne
Bojowe

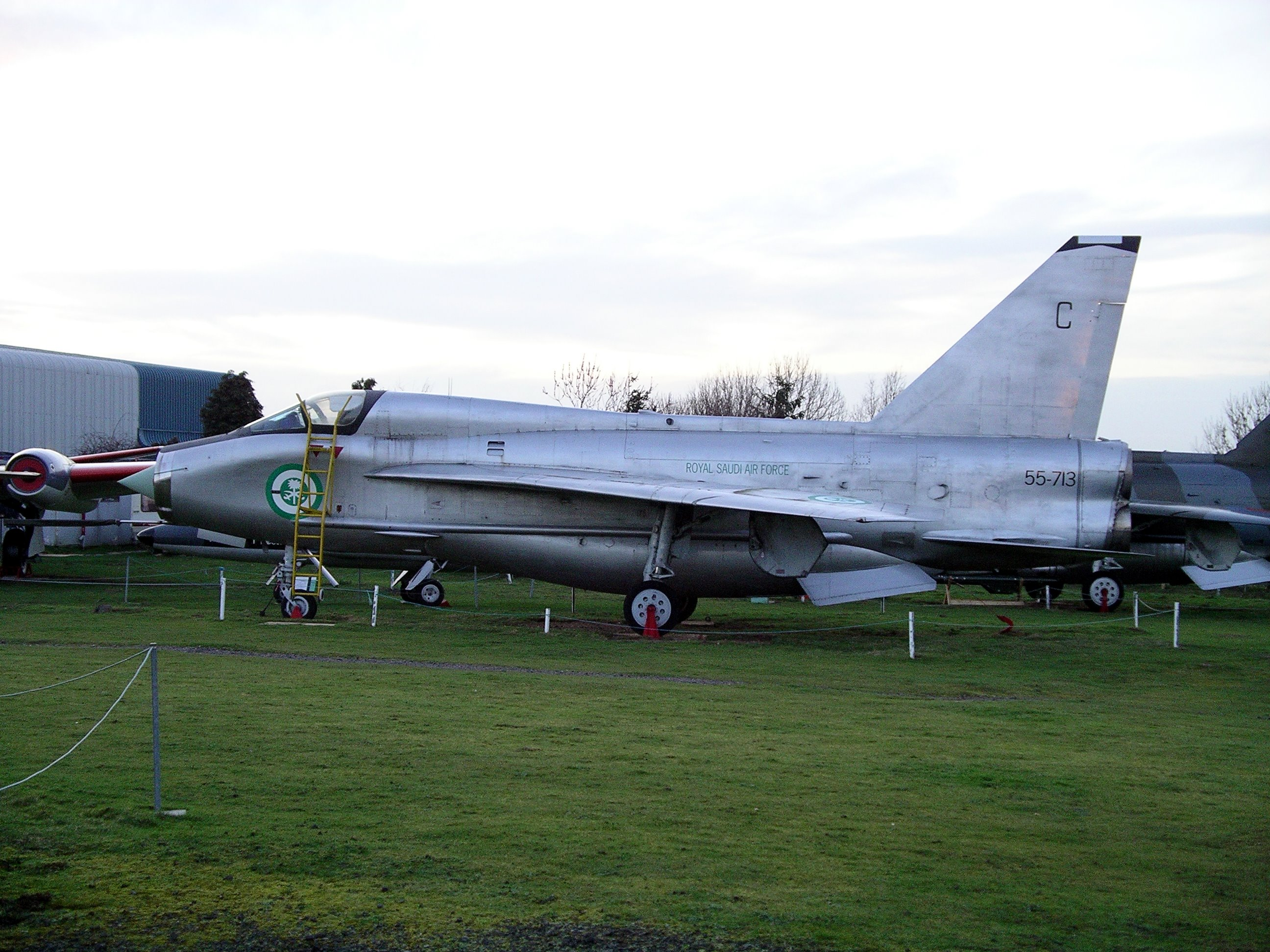
English Electric Lightning

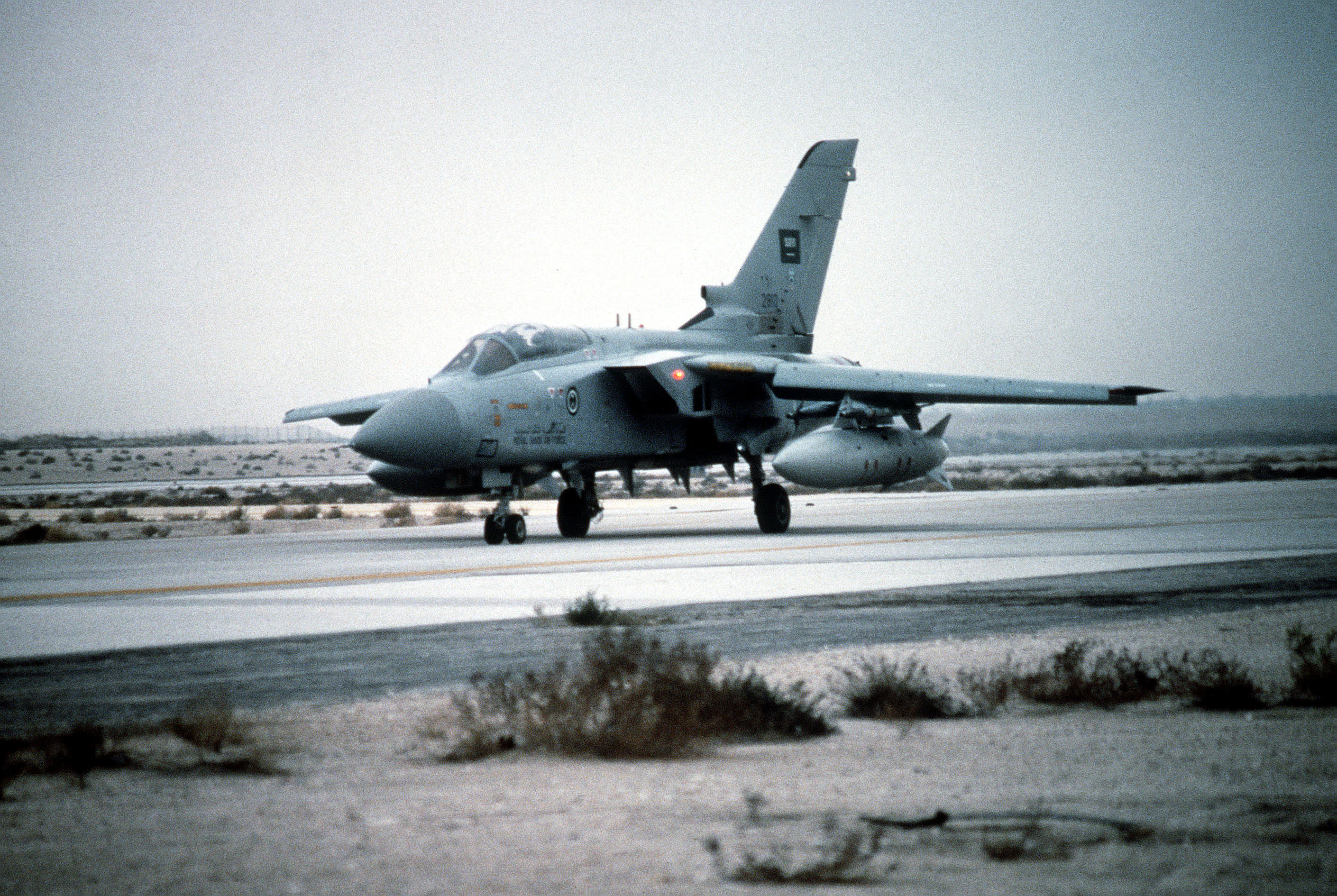
Tornado ADV

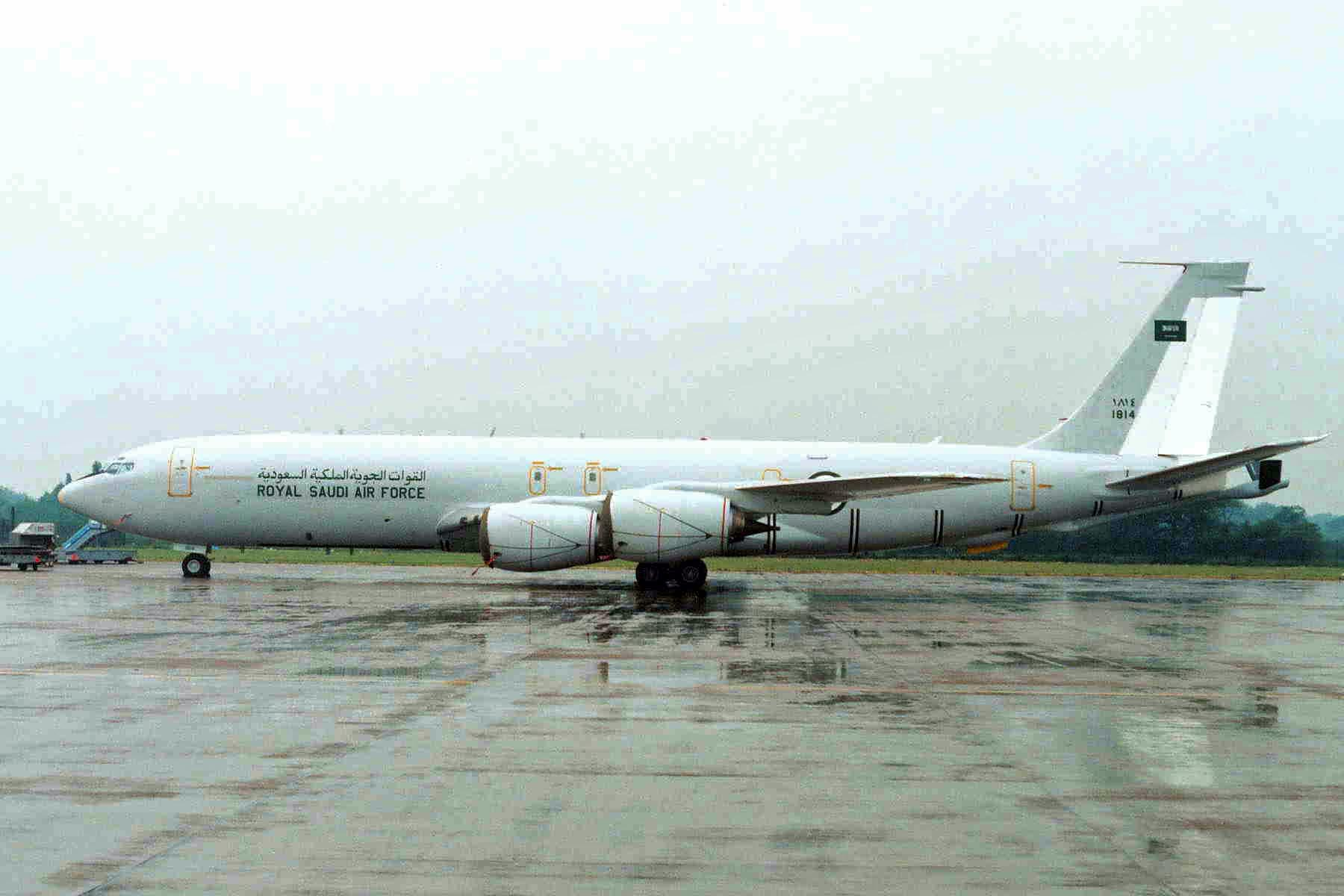
Boeing KE-3

- Douglas B-26 Invader — 8× B-26B, 1 TB-26B od 1954.
- De Havilland Vampire — 4× FB-5 od 1957.
- North American F-86 Sabre — 20× F-86F od 1958.
- Hawker Hunter — 4× F.60, 2× T.70 od 1966.
- BAC Lightning — 5× F.52, 35× F.53, 2× T.54, 6× T.55 w latach 1967–1986.
- BAC Strikemaster — 37× Mk.80, 10× Mk.80A w latach 1968–1995.
- Northrop F-5 Tiger II — 83× F-5E od 1974.
- Panavia Tornado — 24× ADV w latach 1989–2006

Treningowe
- Avro Anson — 2 od 1950.
- de Havilland Tiger Moth — 2 od 1950.
- Auster Aiglet — 6 od 1952.
- Temco T-35 Buckaroo — 10 od 1952.
- North American T-6 Texan — 10 od 1952.
- de Havilland Canada DHC-1 Chipmunk — 12 od 1956.
- Beechcraft T-34 Mentor — 10 od 1957.
- Lockheed T-33 Shooting Star — 20× T-33A od 1957.
- Bücker Bü 181 — 2 od 1958.
- North American T-28 Trojan — 10× T-28A od 1959.
- Cessna 180 — 2 od 1959.
- Cessna 310 — 1× 310K od 1966.

Transportowe
- Douglas C-47 Skytrain — 3× C-47 od 1952.
- Fairchild C-123 Provider — 6× C-123B od 1957.
- Vickers Varsity — 1 (VIP) od 1959.
- Lockheed C-130 Hercules — 9× C-130E od 1965.
- Learjet 25 — 1 od 1980.
- CASA C-212 — 40× C-212-200M od 1983.
- British Aerospace Jetstream 31 — 2 (VIP) od 1987.
- Boeing 707 — 5× KE-3A w latach 1986-2015.

Śmigłowce
- Westland Whirlwind HAR-3 — 1 od 1958.